# Vauchamps (Doubs)
Pour les articles homonymes, voir Vauchamps.
Vauchamps est une ancienne commune française située dans le département du Doubs, en région Bourgogne-Franche-Comté. Depuis le 1er janvier 2018, elle est fusionnée avec Bouclans pour former la commune nouvelle de Bouclans.
Ses habitants se nomment les Vauchampois et les Vauchampoises.

## Géographie
Le territoire communal, situé sur le premier plateau du massif du Jura, est abondamment arrosé par les eaux du ruisseau du Gour augmentées de celles de la source du Guisain ; ce qui détermina l'abandon du projet d'alimentation en eau de 1892... et le reporta de presque un siècle pour les deux lotissements.

### Toponymie
Mansum in Vacho au XIIe siècle ; Wachens en 1231 ; Vulchens en  (1272) ; Vauchans au XIVe siècle ; Vauchamps en 1471 ; Vaulchamp en 1584 ; Vauchans en 1601.

### Lieux et monuments

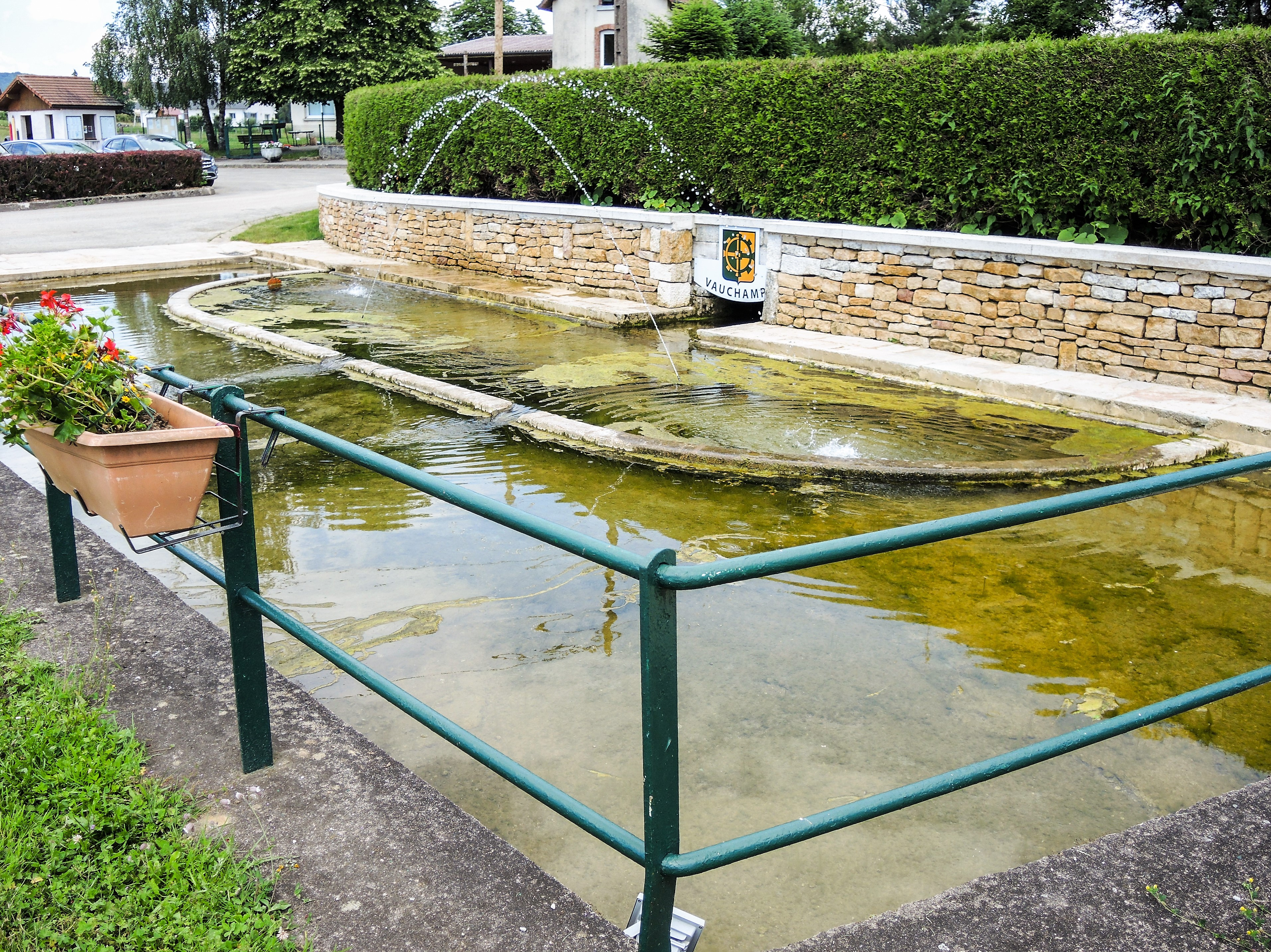
Fontaine-lavoir

## Politique et administration
| Période                                  | Période          | Identité               | Étiquette | Qualité         |
| ---------------------------------------- | ---------------- | ---------------------- | --------- | --------------- |
| avant 1995                               | ?                | Julien Guey            |           |                 |
| mars 2001                                | 2014             | Marie-France Teyssieux |           |                 |
| mars 2014                                | 31 décembre 2017 | Martial Hirtzel        | SE        | Cadre supérieur |
| Les données manquantes sont à compléter. |                  |                        |           |                 |

## Démographie
L'évolution du nombre d'habitants est connue à travers les recensements de la population effectués dans la commune depuis 1793. Pour les communes de moins de 10 000 habitants, une enquête de recensement portant sur toute la population est réalisée tous les cinq ans, les populations de référence des années intermédiaires étant quant à elles estimées par interpolation ou extrapolation. Pour la commune, le premier recensement exhaustif entrant dans le cadre du nouveau dispositif a été réalisé en 2006.

En 2015, la commune comptait 128 habitants, en évolution de +3,23 % par rapport à 2009 (Doubs : +1,88 %, France hors Mayotte : +2,11 %).
| 1793 | 1800 | 1806 | 1821 | 1831 | 1836 | 1841 | 1846 | 1851 |
| ---- | ---- | ---- | ---- | ---- | ---- | ---- | ---- | ---- |
| 120  | 103  | 104  | 73   | 92   | 106  | 109  | 110  | 112  |

| 1856 | 1861 | 1866 | 1872 | 1876 | 1881 | 1886 | 1891 | 1896 |
| ---- | ---- | ---- | ---- | ---- | ---- | ---- | ---- | ---- |
| 94   | 101  | 124  | 112  | 104  | 102  | 113  | 87   | 72   |

| 1901 | 1906 | 1911 | 1921 | 1926 | 1931 | 1936 | 1946 | 1954 |
| ---- | ---- | ---- | ---- | ---- | ---- | ---- | ---- | ---- |
| 67   | 60   | 68   | 70   | 70   | 85   | 85   | 62   | 71   |

| 1962 | 1968 | 1975 | 1982 | 1990 | 1999 | 2006 | 2011 | 2015 |
| ---- | ---- | ---- | ---- | ---- | ---- | ---- | ---- | ---- |
| 69   | 77   | 87   | 74   | 102  | 121  | 121  | 128  | 128  |

### Héraldique
| Blason de Vauchamps | Blason  | Parti de sinople et d'or à la roue de moulin brochant de l'un en l'autre. |
| Blason de Vauchamps | Détails | Le statut officiel du blason reste à déterminer.                          |